# 安田未央
安田未央（日语：／ Yasuda Mio，5月16日—），日本女性配音員。出身於千葉縣。Sigma Seven所屬。身高155。A型血。

## 人物
小學期間，她因大聲朗讀課本而受到老師的表揚，這激發了她成為一名配音員的願望。

## 演出

### 電視動畫
- 犬夜叉（2003年，花）
- Saint Beast 四聖獸 ～聖獸降臨篇～（日语：セイント・ビースト）（2003年，銷售員、小孩）
- 魔法使的條件（2003年，女孩子B）
- 美咲Chronic ～Divergence EVE～（2004年，女學生）
- ToHeart2（2005年，霞、河野貴明〈童年時期〉）
- 後天的方向。（2006年，五百川體的母親）
- 西方善魔女 Astraea Testament（2006年，莉莉亞）
- H2O -FOOTPRINTS IN THE SAND-（2008年，田端唯）

### 電影動畫
- 犬夜叉：紅蓮的蓬萊島（2004年）

### OVA
- I"s ～另外一種夏日物語～（2003年，女大學生C）
- 你所期望的永遠 ～Next season～（2007年，辻村晶代）
- OVA ToHeart2（2007年，霞）

### 遊戲
- 純愛手札3 ～在約會的地方～（2001年，橘惠美）
- 鋼鐵的咆哮2 戰艦指揮官（日语：鋼鉄の咆哮2 ウォーシップコマンダー）（2003年，操作員）
- 青涙（日语：青い涙 (ゲーム)）（2004年，希耶）
- 重生傳奇（2004年，克蕾亞·貝內特）
- PIZZICATO POLKA ～緣鎖現夜～（日语：PIZZICATO POLK）（2004年，亨里耶塔·艾斯特哈茲）
- H2O Plus（2008年，田端唯）
- 世界傳奇 光明神話2（日语：テイルズ オブ ザ ワールド レディアント マイソロジー2）（2009年，克蕾亞·貝內特）
- 世界傳奇 光明神話3（日语：テイルズ オブ ザ ワールド レディアント マイソロジー3）（2011年，克蕾亞·貝內特）
- Heart Full Simulator PACHISLOT ToHeart2（2012年，霞[7]）
- 鏡光傳奇（日语：テイルズ オブ ザ レイズ）（2020年，克蕾亞·貝內特）

### 廣播劇CD
- 鍊金術士瑪莉（2001年）
- 純愛手札3 初次見面你好！（2001年，橘惠美）
- 停駐你心門！（日语：最後のドアを閉めろ!）（2002年）
- 炎之蜃氣樓 高耶的打工地獄之旅篇（2002年，女大學生C）
- 演員小姐4 誘人的雙唇（2002年，女性記者）
- 來吧，愛上我吧（2003年，女子1）
- 放學後緋聞（2003年）
- 戀之花（2005年，由里加）
- 三千世界鴉殺盡3（日语：三千世界の鴉を殺し）（2005年，瑪莉亞·羅塞里尼）
- 重生傳奇（2005年，克蕾亞·貝內特）
- V·B·R絲絨藍玫瑰（日语：V・B・ローズ）（2006年，坂下守）

### 廣播劇
- 9S（2006年，真目麻耶）

### 外語配音
- 龍在江湖（2001年，Sandy梁〈梁詠琪〉）
- 迷失誘罪（2004年，承真〈金珠熙〉）

### DVD
- 純愛手札Super Live 2

## 音樂作品

### 歌手參加作品
| 發行日期 | 商品名稱               | 歌       | 樂曲                  | 備註                                       |
| 2002年   | 2002年                 | 2002年   | 2002年                | 2002年                                     |
| -------- | ---------------------- | -------- | --------------------- | ------------------------------------------ |
| 2月6日   | 純愛手札3 桃樂比 第1集 | 安田未央 | 「」                  | 遊戲《純愛手札3 ～在約會的地方～》相關歌曲 |
| 8月22日  | 純愛手札3 桃樂比 第3集 | 安田未央 | 「Can you believe？」 | 遊戲《純愛手札3 ～在約會的地方～》相關歌曲 |

## 外部連結
- 安田未央｜Sigma Seven （日語）